# Simlakonferensen
Simlakonferensen, mellanstatlig konferens mellan 6 oktober 1913 och juli 1914 med deltagande av Storbritannien, Kina och Tibet i den nordindiska staden Simla.

## Förhistoria
Britterna hade under ledning av sir Francis Younghusband 1904 genomfört en expedition till Lhasa och där tvingat myndigheterna i Lhasa gå med på att underteckna Lhasafördraget av 7 september 1904. Enligt fördraget öppnades den tibetanska gränsen mot Indien och det Brittiska Imperiet fick en rad exklusiva rättigheter i Tibet. I nämnda fördrag drogs även gränsen mellan Tibet och brittiskdominerade Sikkim. Den manchuiske ståthållaren i Lhasa vägrade dock att skriva under avtalet och regeringen i Peking godkände det inte heller.
Två år senare modifierades Lhasafördraget i en konvention som slöts mellan Storbritannien och Kina den 27 april 1906. I konventionen tillerkändes Storbritannien vissa rättigheter i Tibet, medan britterna erkände Kinas överhöghet i Tibet.

## Resultat
Konferensen ägde rum under ledning av den brittiske representanten sir Henry McMahon, och man drog 11 mars 1914 upp en 550 miles lång gräns mellan Brittiska Indien och Tibet. Denna gräns kom att kallas McMahonlinjen. Gränsen innebar att vissa tibetanska områden överläts till britterna. Britterna och tibetanerna slöt 27 april ett traktat i ärendet, men kinesisk ratifikation nåddes aldrig. Kina hade deltagit i konferensen huvudsakligen för att få erkännande för den kinesiska erövring av östra Tibet som genomfördes under ledning av general Zhao Erfang 1908. Till följd av den 1914 tagna inställningen i förhållande till McMahonlinjen anser Kina än idag att även Arunachal Pradesh rätteligen är en del av Kina.